# ماركوس ميدانا
ماركوس ميدانا (بالإسبانية: Marcos René Maidana)‏ مواليد 15 يوليو 1983 في مارغريتا، سانتا في، الأرجنتين، هو ملاكم محترف أرجنتيني يصنف ضمن فئة وزن الوسط. حقق بطولة رابطة الملاكمة العالمية.

## إحصائيات
خاض خلال مسيرته 40 نزالا، فاز في 35 وخسر في 5. فاز بالضربة القاضية في 31 نزالا.

## روابط خارجية
- ماركوس ميدانا على موقع بوكس ريك (الإنجليزية) (registration required)